# 安德烈亚斯·迪特默
安德烈亚斯·迪特默（德語：Andreas Dittmer，1972年4月16日—），德国男子皮划艇运动员。他曾代表德国参加1996年、2000年、2004年和2008年夏季奥林匹克运动会皮划艇比赛，获得三枚金牌、一枚银牌和一枚铜牌。